# Feldi Eboli
La Società Sportiva Dilettantistica Feldi Eboli è una squadra italiana di calcio a 5 con sede a Eboli. Milita in Serie A, massima divisione del campionato italiano. Ha vinto uno scudetto nella stagione 2022-23.

## Storia
Nasce nel 2002 da un'idea di Gaetano Di Domenico e di altri amici, iscrivendosi al campionato provinciale di Serie D.
Dopo tre anni, la società inizia un progetto di raggio più ampio creando la Polisportiva Feldi Eboli, con il compito di aggregare diverse discipline nella storica struttura di via Fontanelle (ristrutturata nel 2004 con la realizzazione di campi in erba sintetica).
Nel 2006 nasce la scuola calcio Feldi Eboli, affiliata sportivamente alla AS Roma.
Il decennio successivo vede una rapida ascesa delle volpi, culminata nel 2015 con la promozione in Serie B, nel futsal nazionale. Sempre nello stesso anno la FIGC assegna al settore giovanile dei rossoblù il titolo di settore giovanile élite.
La stagione 2015-2016 si chiude al quinto posto, ma le volpi, usufruiscono di un ripescaggio, arrivando a disputare per la prima volta il campionato cadetto.
In A2, dopo un inizio di campionato non entusiasmante, a seguito delle dimissioni di mister Ivan Oranges, viene chiamato Massimo Ronconi. Chiusa la stagione regolare al quarto posto, ai playoff le foxes hanno la meglio sulle avversarie conquistando la promozione in Serie A e diventando la prima squadra salernitana a disputare la massima serie calcettistica.
La stagione 2017-2018 si chiude al 9º posto della classifica della Serie A, i rossoblù sfiorano la qualificazione ai playoff di poche lunghezze, ottimo risultato per una squadra esordiente.
La stagione 2018-2019 ha nuove premesse, cambio in panchina con l'arrivo di Piero Basile, oltre a diversi campioni come Wesley Porfirio Machado detto Bocao, il nazionale Sergio Romano, il funambolico Antonio Gonzalez Josiko, il portiere goleador Laion e tanti altri. A gennaio 2019 le dimissioni del tecnico pugliese che paga un momento di flessione della squadra, sulla panchina rossoblù arriva Francesco Cipolla che lascia i parigini dell’Acces Futsal per guidare le volpi rossoblù. Nel 2020 la Feldi Eboli è quinta in classifica quando vengono interrotti i campionati a causa del diffondersi della pandemia da COVID-19 in Italia.  
Nel campionato 2020-2021 c'è Alberto Riquer Antón sulla panchina dei rossoblù, ed è ancora quinta in campionato. Nel frattempo si trasferisce dal PalaDirceu al vicino e più grande al PalaSele. Arriva alle semifinali scudetto ed è finalista in Coppa Italia che perde con l'Italservice Pesaro.  
Il campionato 2021-2022 vede l'arrivo in panchina del brasiliano Serginho Schiochet, già campione del mondo con la selezione verdeoro nell'edizione del 1992. Numerosi infortuni frenano la squadra che fallisce la qualificazione alla Coppa Italia. Schiochet è sostituito da Salvo Samperi, finalista della poule scudetto nella stagione precedente con il Meta Catania. Guidata dal tecnico siciliano la Feldi Eboli sfiora la supercoppa e arriva a gara-3 della finale scudetto, entrambe perse contro l'Italservice Pesaro. 
Nella stagione 2022-2023 la società campana partecipa per la prima volta alla UEFA Futsal Champions League. Nella competizione continentale, la società gareggia come "Città di Eboli" poiché il regolamento proibisce le denominazioni sponsorizzate. Vinto il proprio girone del turno principale, la squadra ospita un girone del turno élite che viene vinto dalla corazzata Sporting Clube de Portugal. In campionato, la Feldi approda ai play-off ed elimina le pretendenti al titolo, superando in due gare su tre la Olimpus Roma e vincendo lo scudetto per la prima volta al termine della stagione.
La stagione 2023-2024 si apre con la vittoria della Supercoppa Italiana contro la L84.

## Cronistoria
| Cronistoria della Feldi Eboli |
| --- |
| - 2002 · Fondazione della Feldi Eboli. - 2002-03 · ? nel girone E di Serie D Campania. - 2003-04 · ? nel girone E di Serie D Campania. - 2004-05 · ? nel girone E di Serie D Campania. - 2005 · Costituzione della polisportiva e adeguamento della denominazione in Polisportiva Feldi Eboli. - 2005-06 · ? nel girone E di Serie D Campania. - 2006-07 · ? nel girone E di Serie D Campania. ? nei play-off promozione. - 2007-08 · ? nel girone E di Serie D Campania. ? nei play-off promozione. - 2008-09 · ? nel girone E di Serie D Campania. Promossa in Serie C2. Vince i play-off promozione. - 2009-10 · ? nel girone C di Serie C2 Campania. - 2010-11 · 10ª nel girone C di Serie C2 Campania. Vince i play-out. - 2011-12 · 1ª nel girone C di Serie C2 Campania. Promossa in Serie C1. - 2012-13 · 6ª in Serie C1 Campania. - 2013-14 · 5ª in Serie C1 Campania. - 2014-15 · 1ª in Serie C1 Campania. Promossa in Serie B. Semifinalista di Coppa Italia regionale. - 2015-16 · 5ª nel girone E di Serie B. Ripescata in Serie A2. - 2016 · Ritorno alla denominazione Feldi Eboli. - 2016-17 · 4ª nel girone B di Serie A2. Promossa in Serie A. Vince i play-off promozione. - 2017-18 · 9ª in Serie A. 2º turno di Coppa della Divisione. - 2018-19 · 6ª in Serie A. Quarti di finale play-off scudetto. Semifinalista di Coppa Italia. Ottavi di finale di Coppa della Divisione. - 2019-20 · 5ª in Serie A. Quarti di finale di Coppa della Divisione. - 2020-21 · 5ª in Serie A. Semifinalista play-off scudetto. Finalista di Coppa Italia. - 2021-22 · 6ª in Serie A. Finalista play-off scudetto. Finalista di Supercoppa italiana. - 2022-23 · 4ª in Serie A, Campione d'Italia (1º titolo). Semifinalista di Coppa Italia. Semifinalista di Coppa della Divisione. Turno élite di Champions League. - 2023-24 · 6ª in Serie A. Quarti di finale play-off scudetto. 2º turno di Coppa Italia. Quarti di finale di Coppa della Divisione. Vince la Supercoppa italiana (1º titolo). Turno élite di Champions League. - 2024-25 · 2ª in Serie A. Semifinalista play-off scudetto. Vince la Coppa Italia (1º titolo). Fase a gironi di Coppa della Divisione. |

## Colori e simboli

### Colori
I colori della Feldi Eboli sono il rosso e il blu.

### Simboli ufficiali
Il simbolo della Feldi Eboli è la volpe. Il nome della mascotte è Feldinho.

## Strutture

### Palazzetti

#### Campionato
- 2002-2020 PalaDirceu (Eboli)
- 2020-oggi PalaSele (Eboli)

#### Champions League
In occasione del turno élite di Champions League 2022 è stato utilizzato il PalaJacazzi di Aversa.

## Allenatori e presidenti

### Allenatori
- 2002-2011 ·  ?
- 2011-2012 ·  Gianfranco Bonito
- 2012-2013 ·  Gianfranco Bonito,  Gianpaolo Barbato
- 2013-2014 ·  Florindo Taffarel,  Gianpaolo Barbato,  Florindo Taffarel
- 2014-2015 ·  Florindo Taffarel,  Carlo Cundari
- 2015-2016 ·  Carlo Cundari,  Gianfranco Bonito
- 2006-2017 ·  Ivan Oranges,  Massimo Ronconi
- 2017-2018 ·  Massimo Ronconi
- 2018-2019 ·  Piero Basile,  Francesco Cipolla
- 2019-2020 ·  Francesco Cipolla
- 2020-2021 ·  Alberto Riquer
- 2021-2022 ·  Serginho Schiochet,  Salvo Samperi
- 2022-2024 ·  Salvo Samperi
- 2022-2023 ·  Luciano Antonelli

### Presidenti
- 2002-oggi ·  Gaetano Di Domenico

## Palmarès

### Competizioni nazionali
- Campionato italiano: 1

2022-2023
- Coppa Italia: 1

2024-2025
- Supercoppa italiana: 1

2023
Coppa Italia 1 2024-2025

### Competizioni regionali
- Campionato di Serie C1: 1

2014-2015 (Campania)
- Campionato di Serie C2: 1

2011-2012 (Campania - girone C)

### Altri piazzamenti
- Coppa Italia

Finalista: 2020-2021
- Coppa della Divisione

Semifinalista: 2022-2023
- Supercoppa italiana

Finalista: 2021